# Gelijkenis van de zaaier

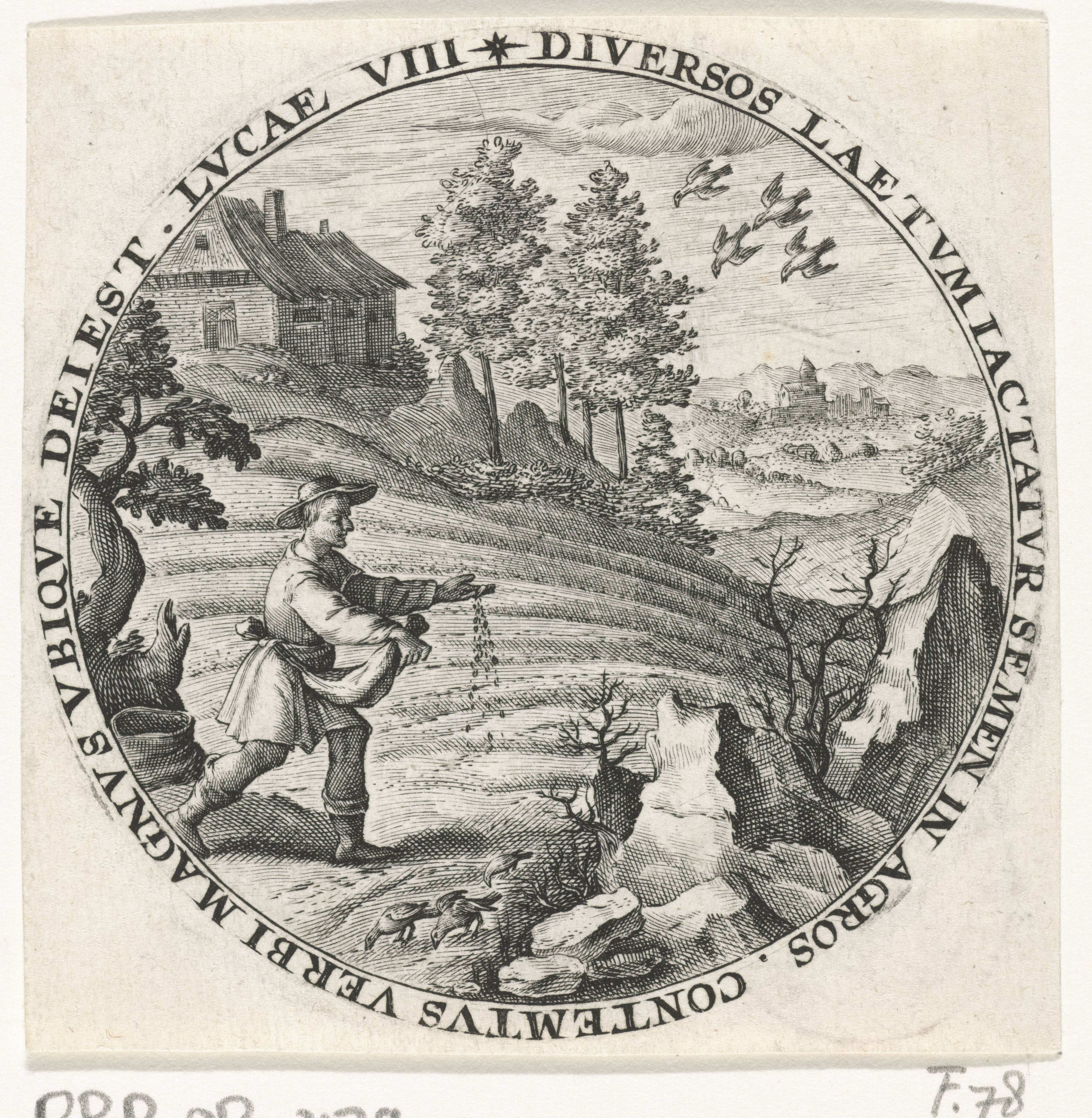
Gelijkenis van de zaaier

De gelijkenis van de zaaier is een parabel die werd verteld door Jezus volgens Matteüs 13:3-8, Marcus 4:1-8 en Lucas 8:4-8. Daarnaast wordt deze gelijkenis ook genoemd in het apocriefe evangelie van Thomas en de eerste brief van Clemens.

## Inhoud
Jezus zei dat de zaaier het woord zaait. Sommigen zijn als het zaad dat op de weg valt. Het woord wordt wel gezaaid, maar als ze het hebben gehoord, komt Satan en graait het woord weg. Anderen zijn als het zaad dat op rotsachtige bodem is gezaaid. Ze nemen het woord direct met vreugde aan, maar omdat het geen wortel schiet, is dat van korte duur. Als ze worden vervolgd vanwege het woord, vallen ze direct. Weer anderen zijn als het zaad dat tussen de distels wordt gezaaid. Ze hebben het woord gehoord, maar zorgen om het dagelijks bestaan, de verleiding van rijkdom en verlangens naar andere dingen komen ertussen. Deze verstikken het woord, zodat het zonder vrucht blijft. Ten slotte zijn er ook mensen die zijn zoals het zaad dat op goede grond is gezaaid. Ze horen het woord, aanvaarden het en dragen vrucht, de ene dertigvoud, de ander zestigvoud en weer een ander honderdvoud.

## Interpretatie
De gelijkenis stelt dat het woord (van God) als zaadje tijd nodig heeft om te ontkiemen en te groeien. Het kan alleen gedijen in "goede grond", dat wil zeggen een gewillig persoon. Maar "slechte aarde" zijn is niet een kwestie van het lot, zoals wordt gesuggereerd door de gelijkenis van de onvruchtbare vijgenboom (Lucas 13:6–9). Daar wil de eigenaar van een wijngaard een vruchteloze vijgenboom kappen. De wijnbouwer vraagt echter nog een jaar, omdat hij eerst rond de boom wil graven en bemesten. De slotzin van de gelijkenis van de zaaier luidt: "Wie oren heeft om te horen, moet goed luisteren!" en is een oproep om een "goede bodem" te worden.

## Uitdrukking
De uitdrukking 'in goede aarde vallen' is ontleend aan de gelijkenis van de zaaier. Het betekent dat een boodschap positief wordt ontvangen.